# Ormesson-sur-Marne
 Ormesson-sur-Marne é uma comuna francesa na região administrativa da Ilha-de-França, no departamento de Val-de-Marne. Estende-se por uma área de 3,41 km². Em 2010 a comuna tinha 10 492 habitantes (densidade: 3 076,8 hab./km²).

## Demografia
| 1793 | 1800 | 1806 | 1821 | 1831 | 1836 | 1841 | 1846 | 1851 |
| ---- | ---- | ---- | ---- | ---- | ---- | ---- | ---- | ---- |
| 188  | 208  | 220  | 181  | 181  | 170  | 170  | 165  | 157  |

| 1856 | 1861 | 1866 | 1872 | 1876 | 1881 | 1886 | 1891 | 1896 |
| ---- | ---- | ---- | ---- | ---- | ---- | ---- | ---- | ---- |
| 132  | 125  | 150  | 96   | 110  | 112  | 154  | 171  | 190  |

| 1901 | 1906 | 1911 | 1921 | 1926  | 1931  | 1936  | 1946  | 1954  |
| ---- | ---- | ---- | ---- | ----- | ----- | ----- | ----- | ----- |
| 256  | 260  | 238  | 331  | 1 685 | 3 035 | 3 802 | 3 454 | 5 252 |

| 1962 | 1968  | 1975  | 1982  | 1990   | 1999  | - | - | - |
| --- | ----- | ----- | ----- | ------ | ----- | - | - | - |
| 6 702 | 8 277 | 8 698 | 8 674 | 10 038 | 9 793 | - | - | - |
| Para os censos de 1962 a 2006 a população legal corresponde à popolução sem duplicidades, segundo define o INSEE. |       |       |       |        |       |   |   |   |

## Cultura e Patrimônio

### Locais e monumentos
O Château d'Ormesson, construído a partir de 1598 sobre o que era a paróquia de Amboile, está situado no território da comuna. Foi classificado pelos Monumentos Históricos em 1889.
André Le Fèvre d'Ormesson tornou-se proprietário das terras da antiga vila de Amboile e de seu castelo se casando em 1630 com a filha de Nicolas Le Prévost, senhor de Amboile; foi ele quem deu ao castelo e à vila de Amboile o nome de Ormesson, nome que conservaram até hoje.
Seu filho mais velho Olivier (1616-1686), membro da Câmara de Justiça encarregado de julgar Nicolas Fouquet por crime de lesa-majestade, salvou a cabeça recusando os falsos documentos fabricados por Colbert; é atribuída esta resposta a um enviado do rei ou de Colbert: "O Tribunal faz julgamentos e não serviços"; isso lhe valeu (como a La Fontaine) a desgraça definitiva do Rei-Sol.

### Personalidades ligadas à comuna
- Marie Henri d'Ormesson (da família Lefèvre d'Ormesson) (1785-1858), genro do Marechal Grouchy, prefeito de 1813 à 1830 ;
- Wladimir Le Fèvre d'Ormesson (1888-1973), escritor, jornalista e diplomata, prefeito de 1919 à 1925 ;
- Olivier d'Ormesson (1918-2012), político, prefeito de 1947 à 1998.